# Cua (anatomia)
La cua, coa o, col·loquialment, rabo és la part posterior del cos dels animals quan és distinta de la resta i forma un apèndix si fa o no fa més llarg, que conté en els vertebrats les vèrtebres posteriors de l'espinada o columna vertebral, anomenades vèrtebres caudals. Alguns animals també la fan servir per mantenir l'equilibri, com la guineu, o la fan servir com a cinquena extremitat, per exemple el mico. Per extensió de significat, també s'anomena cua un recollit del cabell humà que n'imita la forma o el final d'alguna cosa.
Des del 2003 està prohibit mutilar la cua d'un animal per motius estètics.